# Socialutskottet (Finland)
Socialutskottet var ett icke lagstadgat utskott i Finlands riksdag med 17 medlemmar, vilket tillsattes enligt praxis vid varje riksdag för att förberedelsevis behandla sociallagstiftningsfrågor och därmed nära förbundna ärenden. Socialutskottet har numera ersatts av social- och hälsovårdsutskottet.